# Pogoń Wilno (wioślarstwo)

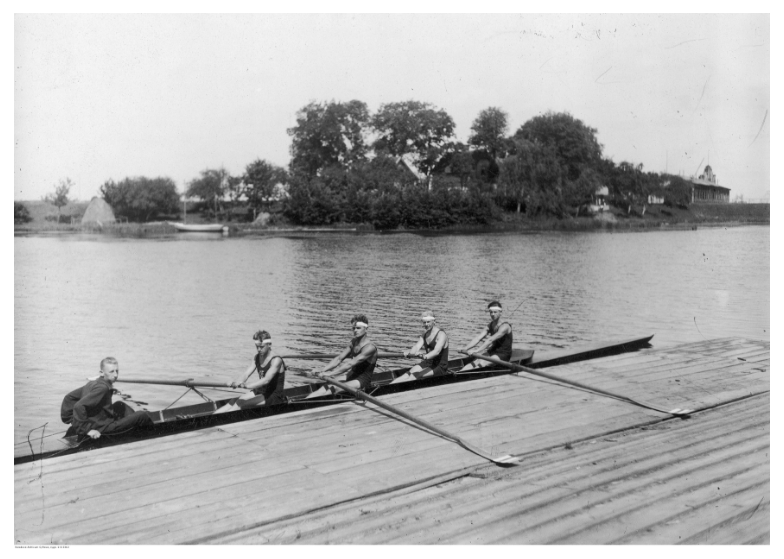
Klubowa czwórka w 1931

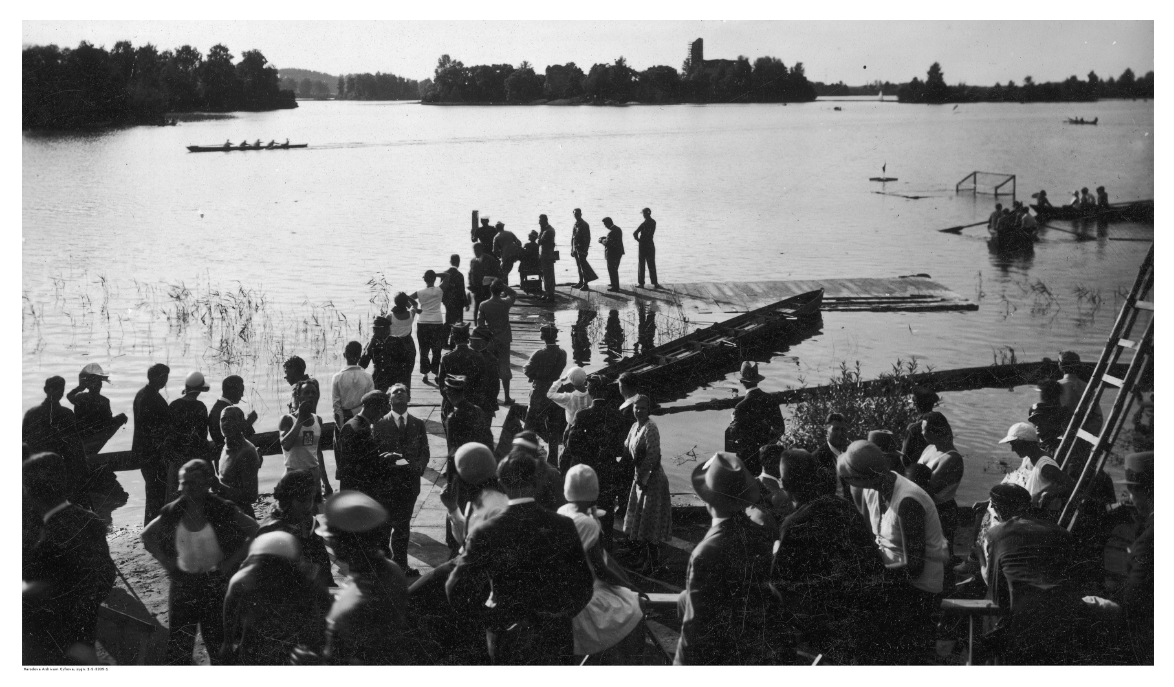
Zwycięska czwórka "WKS Pogoń na Jez. Trockim

Sekcja Wioślarska Wojskowego Klubu Sportowego “Pogoń” Wilno – sekcja wioślarska klubu polskiego, założona w Wilnie w roku 1922. W 1933 roku klub został zlikwidowany i przeniesiony do Wojskowego Klubu Sportowego „Śmigły” Wilno.

## Historia sekcji
Wojskowy Klub Sportowy w Wilnie (noszący później nazwę: "Pogoń") powstał w sierpniu 1921 na skutek działań pionu wyszkolenia Wojska Litwy Środkowej. Twórcy klubu realizowali wprowadzany w tym samym roku plan usportowienia żołnierzy polskiej armii. 
Sekcja wioślarska powstała z inicjatywy kapitana Stetkiewicza i porucznika Ostrowskiego. Do Polskiego Związku Towarzystw Wioślarskich klub został przyjęty w roku 1923. Przez pierwsze dwa lata sekcja korzystała z przystani i sprzętu pływającego Wileńskiego Towarzystwa Wioślarskiego. W 1924 roku, dzięki staraniom generała Dąb-Biernackiego, zbudowała własną przystań nad Wilią (z warsztatem szkutniczym) i zakupiła własne łodzie. W 1928 na terenie przystani powstał żelazobetonowy hangar na łodzie. Członkami klubu byli głównie oficerowie i podoficerowie wojska oraz ich rodziny. Finansowanie pochodziło z resortu wojskowego. Oprócz rywalizacji sportowej, sekcja zajmowała się również turystyką wioślarską. W ramach tej działalności członkowie klubu odbyli m.in. długodystansowe wycieczki na jeziora Narocz i Dryświaty.
Kres działalności klubu położyła likwidacja w czerwcu 1933 wszystkich wojskowych klubów Wilna i stworzenie w ich miejscu Wojskowego Klubu Sportowego „Śmigły” Wilno. 

## Wyniki sportowe
Sekcja wioślarska WKS Pogoń Wilno już w roku 1922 odniosła pierwsze sukcesy w rywalizacji sportowej. Zdobyła Mistrzostwo Armii na czwórkach i dwójkach podwójnych. W późniejszym okresie, odnotowywała następujące wyniki w rywalizacji sportowej Polskiego Związku Towarzystw Wioślarskich (miejsca w klasyfikacji klubowej, według tabel punktacyjnych PZTW za poszczególne lata):
- w 1930 – 17 miejsce na 22 kluby[4],
- w 1931 – 15 miejsce  na 27 klubów[5],
- w 1932 – 25 miejsce  na 27 klubów[6].

Spore wahania wyników klubów wojskowych w tamtym okresie wynikały głównie z faktu, iż zawodnikami byli żołnierze, których często przenoszono z garnizonu do garnizonu. Warto ponadto zauważyć, iż wiele klubów w rywalizacji PZTW nie uczestniczyło lub nie zdołało w danym roku zdobyć punktów.